# Kafr Tabluha
Kafr Tabluha (arab. كفر طبلوها) – miejscowość w Egipcie, w muhafazie Al-Minufijja. W 2006 roku liczyła 8738 mieszkańców.